# Olefine Moe
Olefine Louise Margarethe Moe (født 18. marts 1850 i Bergen, død 8. november 1933 på Ski) var en norsk operasanger.. Hun var kendt for over 50 roller i Norge og Sverige, og hun var kendt som Sveriges første Carmen.